# Centro nazionale di tiro sportivo
Il centro nazionale di tiro sportivo (in francese Centre national de tir sportif, abbreviato in CNTS) è un impianto sportivo per la pratica del tiro a segno situato nelle vicinanze della città francese di Châteauroux, nella regione del Centro-Valle della Loira. È gestito dalla Federazione francese di tiro (FFTir).

## Storia
Nel 2012 la Federazione francese di tiro (FFTir) decise di dotarsi di un centro sportivo nazionale per la pratica del tiro a segno. Successivamente l'FFTir acquistò 80 ettari di terreno dell'ex base militare di La Martinerie a Châteauroux, e nel marzo 2016 iniziarono i lavori di costruzione dell'impianto. Tra il 18 agosto e il 13 settembre 2017 l'impianto fu la sede del campionato del mondo IPSC 2017, e il 17 maggio 2018 si svolse l'inaugurazione ufficiale.
Nel luglio 2022 il comitato organizzatore di Parigi 2024 (COJOP) decise di spostare le gare di tiro a segno, inizialmente previste in una struttura provvisoria a La Courneuve (Île-de-France), al centro nazionale di tiro. Dal 27 luglio al 5 agosto 2024 l'impianto ha ospitato le gare di tiro ai Giochi della XXXIII Olimpiade, mentre dal 30 agosto al 5 settembre ha ospitato quelle di tiro dei XVII Giochi paralimpici estivi.